# عبد السلام عاتو
عبد السلام عاتو (بالصومالية: Cabdisalaan Caato)‏ (مواليد سنة 1970) مخرج سينمائي ومنتج ورجل أعمال ومستشار إعلامي أمريكي صومالي. هو مؤسس شركة (Olol Films)، وهي شركة إنتاج في طليعة حركة صوماليود في صناعة السينما الصومالية .

## حياته المُبكّرة
وُلد عاتو سنة 1970 في مقديشو، عاصمة الصومال. بعد اندلاع الحرب الأهلية في أوائل التسعينيات، انتقل إلى كينيا، حيث عاش هناك أكثر من ثلاث سنوات.
في عام 1996، سافر عاتو إلى الولايات المتحدة بدعوة من شقيقه.  أقام في البداية في جورجيا مع عائلته، قبل وفاة والده. درس عاتو الإعلام هناك في معهد مدرسي محلي في عام 2001، انتقل إلى كولومبوس (أوهايو)، حيث يقيم حاليًا.

## مساره المهني
أثناء وجوده في جورجيا، بدأ عاتو حياته المهنية كمذيع إذاعي في محطة تلفزيون مجتمعية. كان يكتب السيناريوهات، ثم ينتقل بعد ذلك إلى كتابة نصوص أفلام روائية طويلة.  أسس عاتو لاحقًا شركة (Olol Films)، وهي شركة إنتاج مقرها في كولومبوس، تعتبر في طليعة حركة صوماليود داخل صناعة السينما الصومالية.
في عام 2003، أنجز فيلم Rajo («أمل»)، وهو أول فيلم طويل له في الصومال. كان الفيلم إنتاجًا كبيرًا نسبيًا، حيث تم استئجار طائرة هليكوبتر وسيارات فاخرة لهذا الغرض. تم عرضه لأول مرة في منازل كاملة في عيد الشكر في (Studio 35) ومسرح مينيابوليس.
اعتبارًا من عام 2007، أنتج وكتب وأخرج عاتو تسعة أفلام طويلة ووثائقية في استوديوه الخاص بشارع كليفلاند 
بالإضافة إلى ذلك، أطلق عاتو موقع (Bartamaha)، وهو موقع وسائط متعددة مخصص للموسيقى والأفلام القصيرة والأخبار والثقافة الصومالية.  كما أنه يستضيف البرنامج الأسبوعي التلفزيوني الإلكتروني (Wargelin Show)، الذي يركز على السياسة والمجتمع الصوماليين. اعتبارًا من عام 2013، أصبح عاتو مستشارا إعلاميا أول للحكومة الفيدرالية الصومالية.

## أفلام
- 2003: Rajo
- 2006: Xaaskayga Araweelo
- 2011: Ambad